# Église Saint-Pierre-Martyr d'Escaldes-Engordany
L'église Saint-Pierre-Martyr (catalan : església de Sant Pere Màrtir) est une église paroissiale du milieu du XXe siècle située dans la ville et la paroisse de Escaldes-Engordany, en Andorre. 
Depuis 2003, cette église est protégée comme bien d'intérêt culturel de l'Andorre.

## Description

### Situation et extérieur
L'église paroissiale Sant Pere Màrtir est située au centre de la ville sur l'Avinguda  Carlemany. Elle est entourée d'immeubles sur sa partie ouest et nord, le flanc sud est longé par l'avenue.
L'église a été construite en 1956, en remplacement de l'ancienne église, selon un projet de l'architecte Josep Danès qui rend hommage aux paraires (cardeurs) de la paroisse. Elle a été achevée en 1981 avec l'intervention de l'architecte Jordi Bonet i Armengol.
Il s'agit d'un édifice de style néo-roman construit en blocs de granite taillés et flanqué d'un clocher-tour, qui rappelle les anciennes constructions de la région. C'est un exemple représentatif de l'architecture granitique dite andorrane.
C'est une église à plan basilical d'environ 26 sur 18 mètres, avec un vaisseau central, deux collatéraux et une abside à plan semi-circulaire.
Les formes et décorations extérieures sont inspirées des modèles de l'art roman lombard. La façade (côté est) est décorée de céramiques et de sérigraphies sur les Béatitudes, réalisées par Sergi Mas, ainsi que d'une statue Immaculée Conception du sculpteur Josep Viladomat dans l'angle sud-est.
Le clocher-tour, à plan carré, est disposé en quatre étages avec des arcatures lombardes et des fenêtres dont le nombre et la taille augmentent, et couvert d'une toiture à quatre pans. Les trois cloches de tour ont été baptisées par l'évêque Martí Alanis en 1981 des noms de Maria, Anna et Jacoba. 
À l'est, l'église dispose d'un porche au pied de la nef avec des arcs en plein cintre.
Sur la place devant la façade et le porche, la statue Puntaire (« La Dentellière ») est de Josep Viladomat.

### Intérieur
À l'intérieur, le vaisseau et les collatéraux de la nef sont divisées en cinq travées moyennant des ogives sur des colonnes avec des chapiteaux non sculptés. Chaque travée correspond à une petite chapelle latérale couverte par une voûte en berceau, avec deux oculi chacune. Les voûtes du vaisseau sont une série de fausses croisées d'ogives et les collatéraux sont recouvertes par des voûtes catalanes, tandis que l'abside est surmontée d'une voûte en quart de sphère.
Le retable majeur baroque du XVIIe siècle devant l'abside provient de l'ancienne église de Sant Pere Màrtir et est dédié à l'Immaculée Conception. Il a été construit grâce à la collaboration de la Confrérie de Paraires i Teixidors (« Cardeurs et Tisseurs »). Il a été restauré en 2013. 
Un retable gothique de Sant Romà dels Vilars du XVIe siècle, est accroché dans une chapelle latérale.
Le plafond de l'abside est décoré avec une série de peintures contemporaines d'inspiration romane, peintes en 1960 par Núria Llimona et dans lesquelles apparaissent seize personnages, la plupart d'entre eux des saints non identifiés. Elles furent nettoyées en 2013.
Une sculpture de la Pietà posée sur un autel dans une chapelle latérale est de Josep Viladomat en 1961.
Les fenêtres de la nef disposent de vitraux revêtus de plomb avec des dessins abstraits de Joan Vila Grau réalisés en 1981 par l'atelier verrier Casa Rigalt i Granell.
Un orgue avec une douzaine de registres, construit par Gherard A.C. de Graaf (Pays-Bas), a été installé au narthex en 1988.

## Galerie de photographies

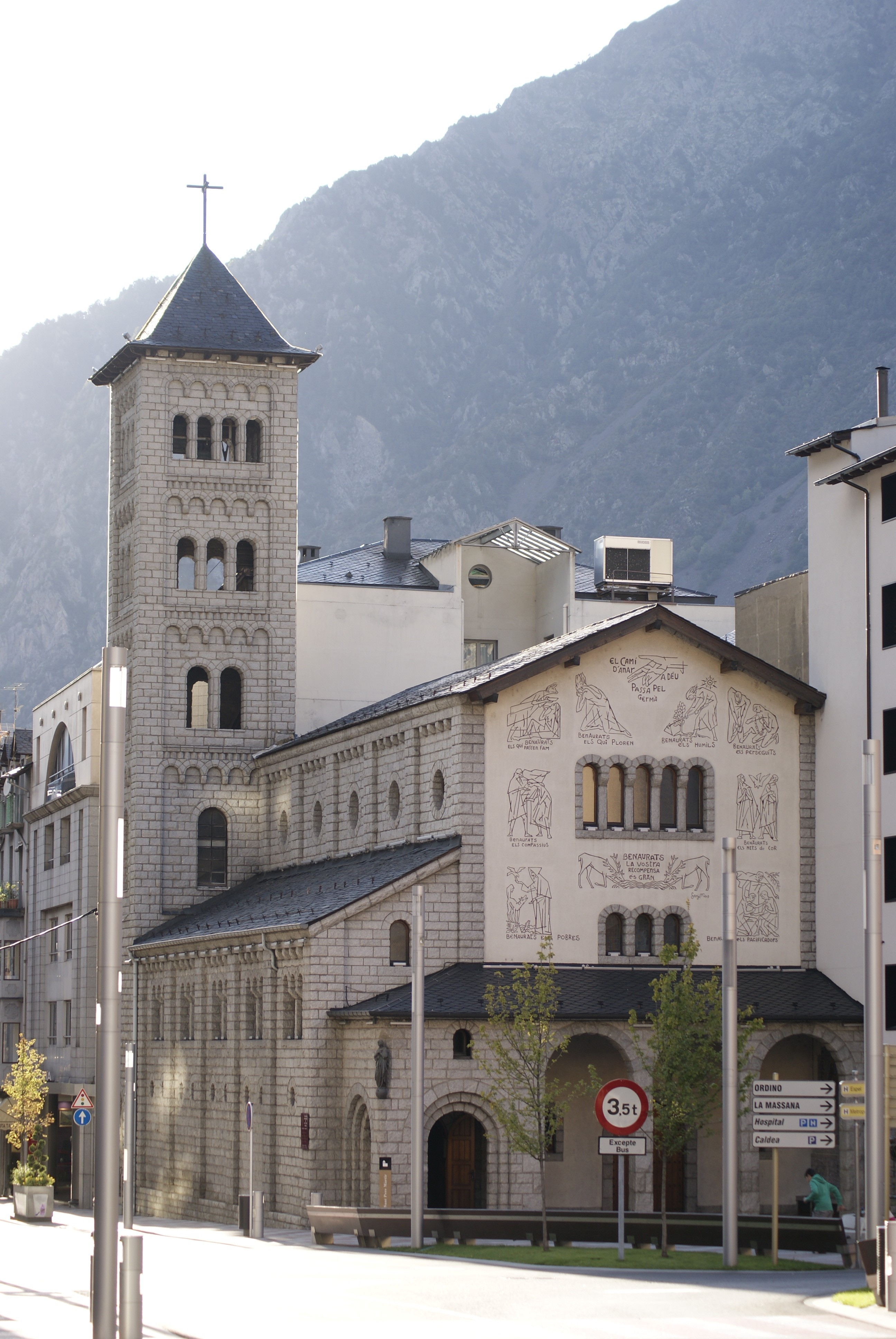
Vue générale
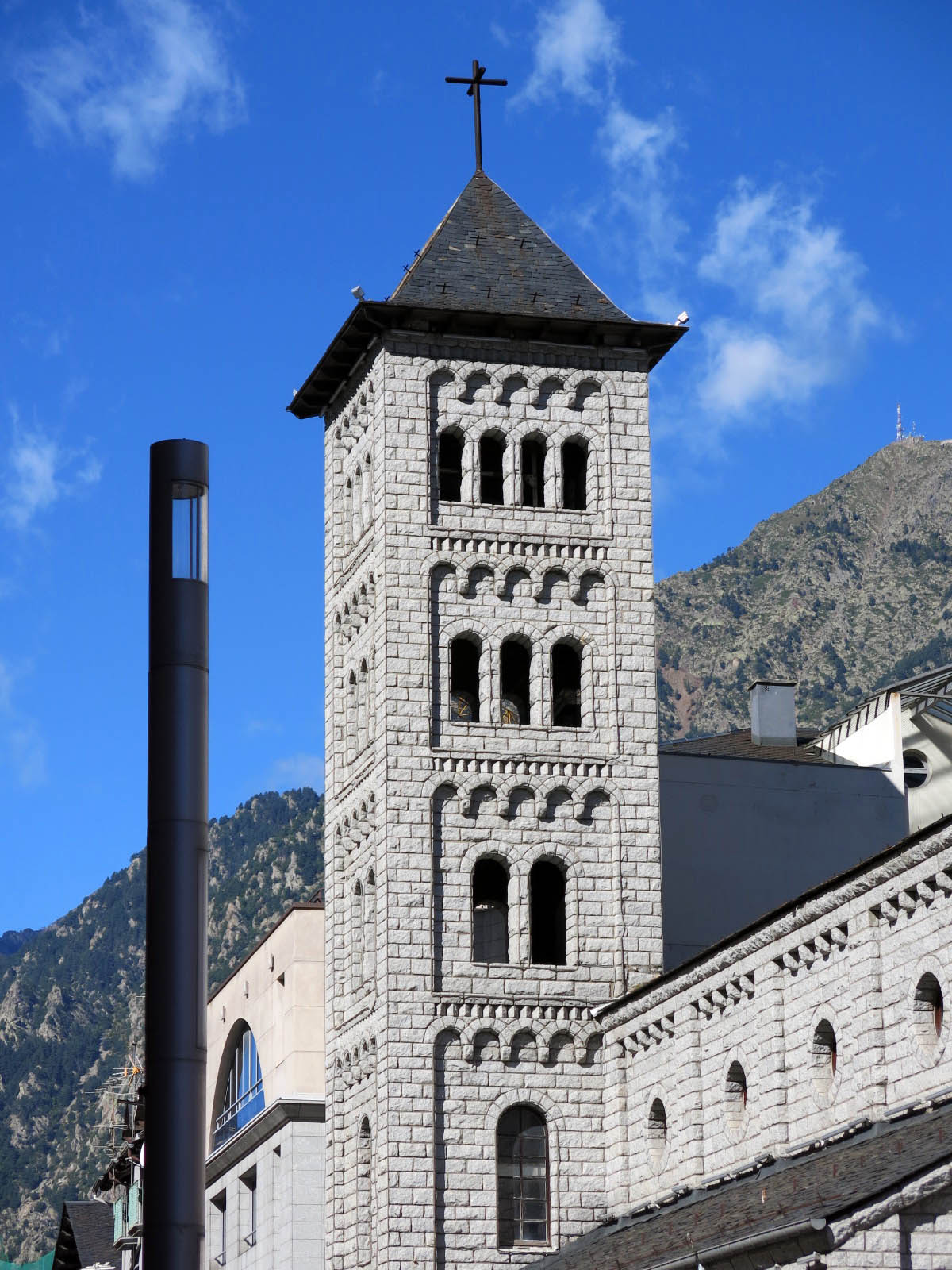
Vue du clocher-tour à 4 étages
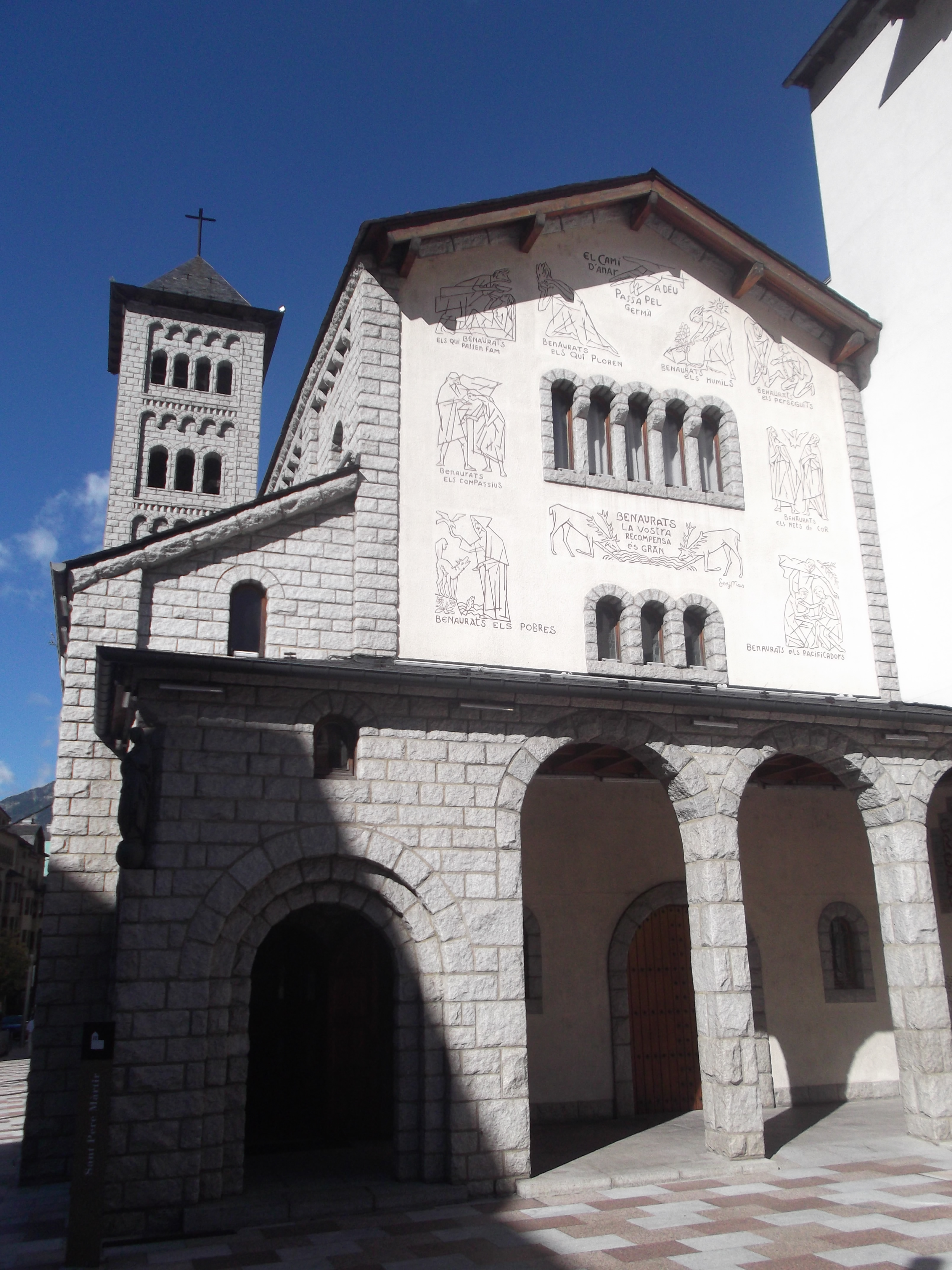
Vue de la façade avec les Béatitudes
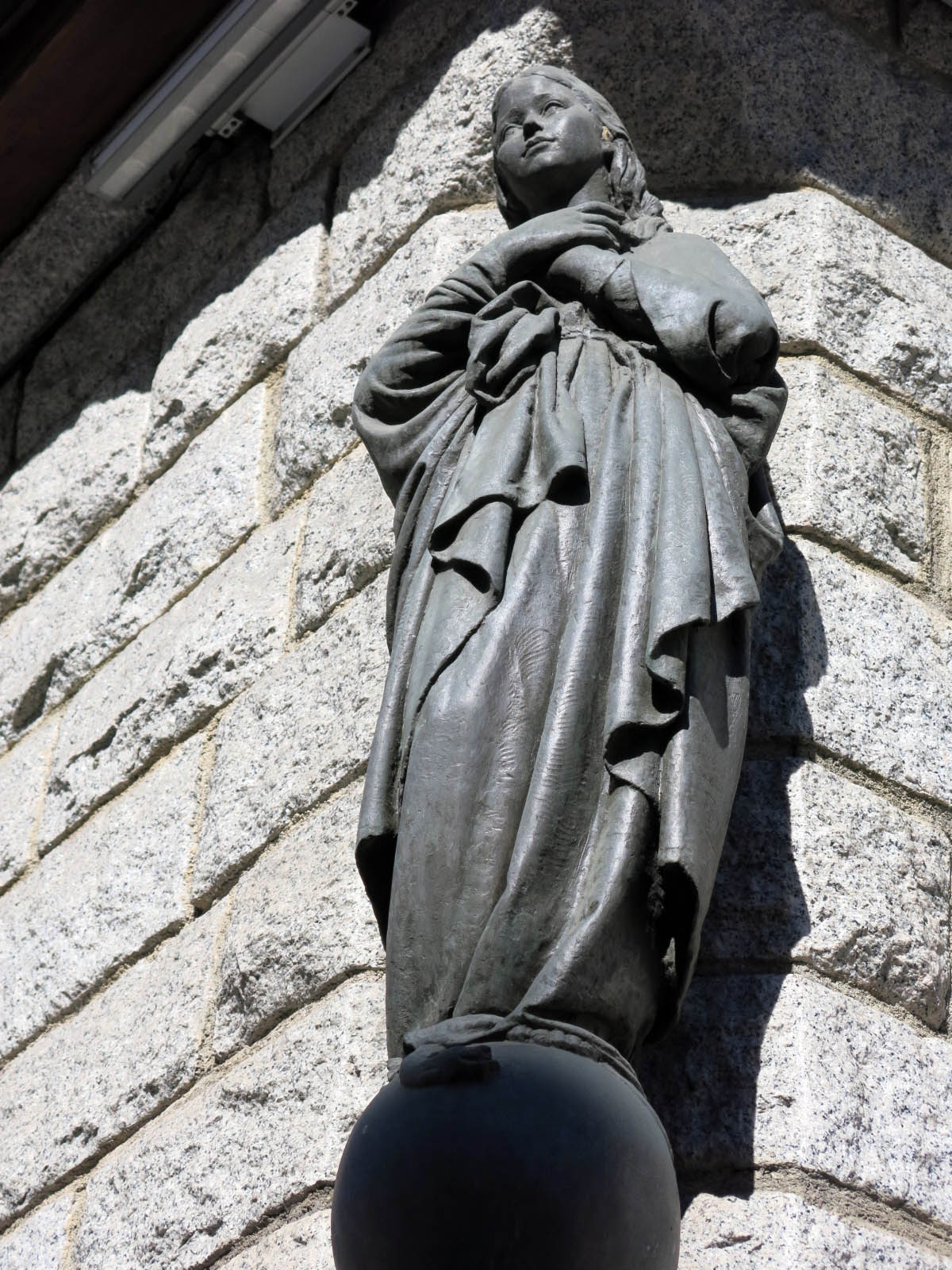
Statue de l'Immaculée Conception
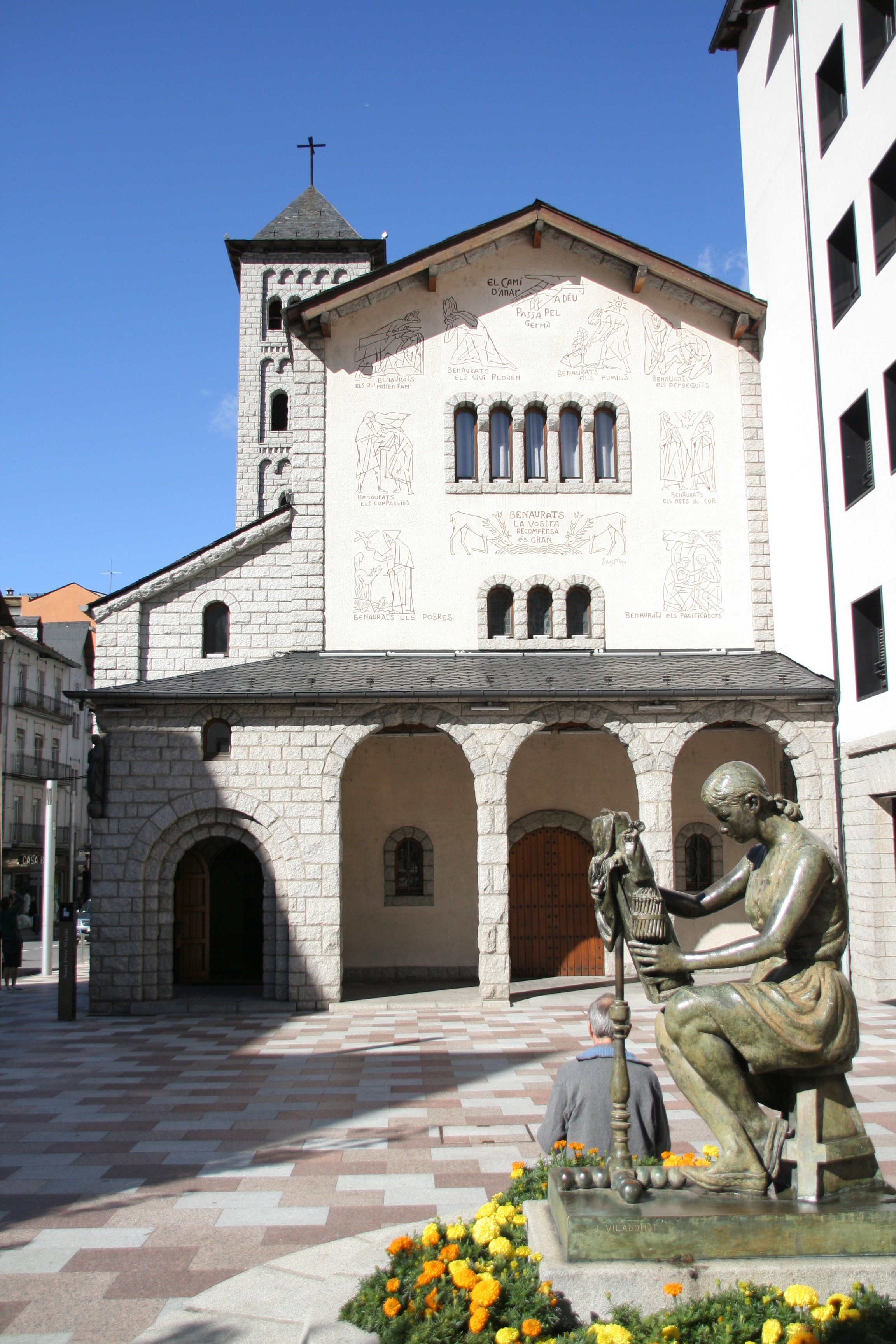
Statue de la Puntaire

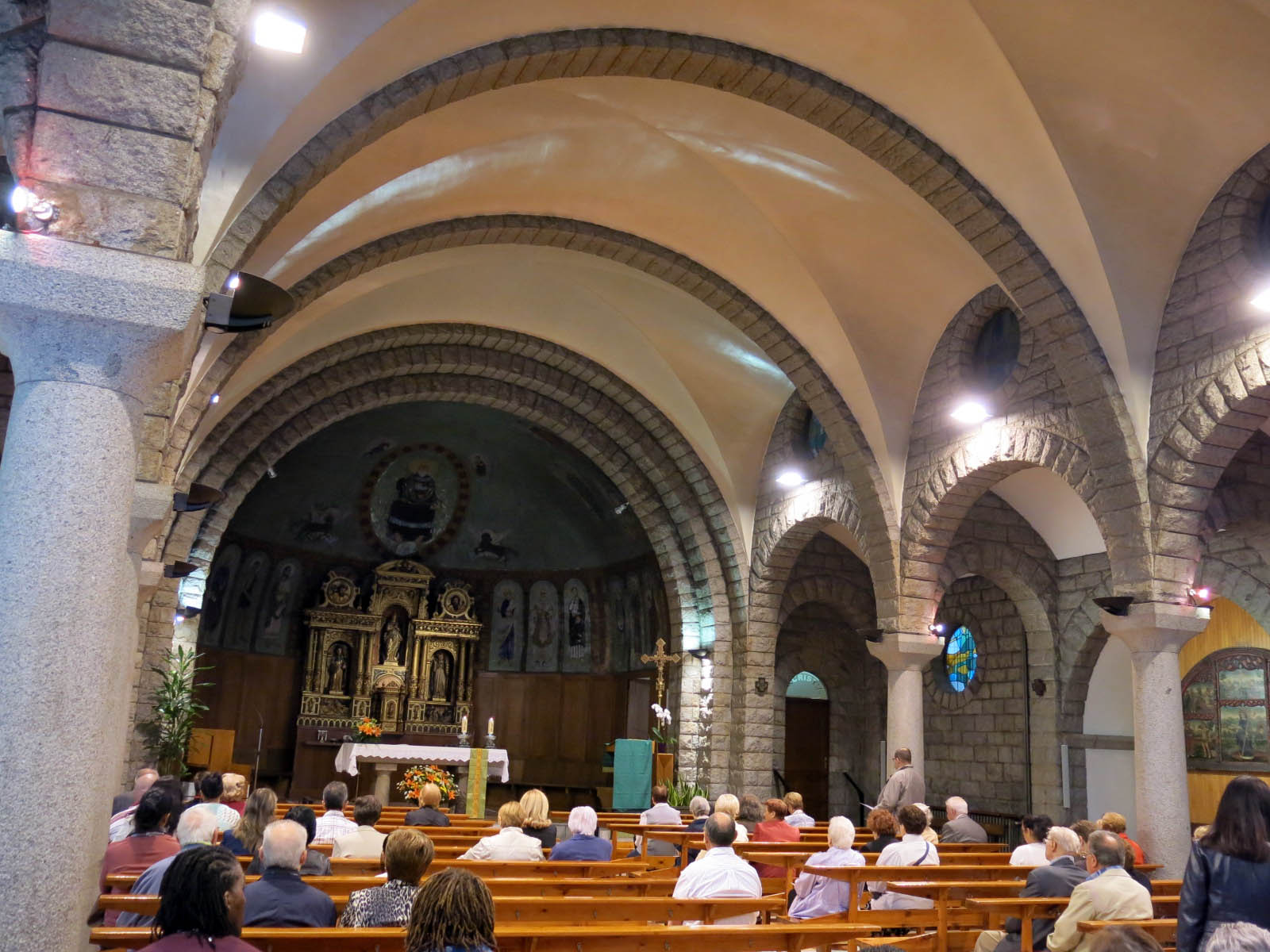
Vue du vaisseau
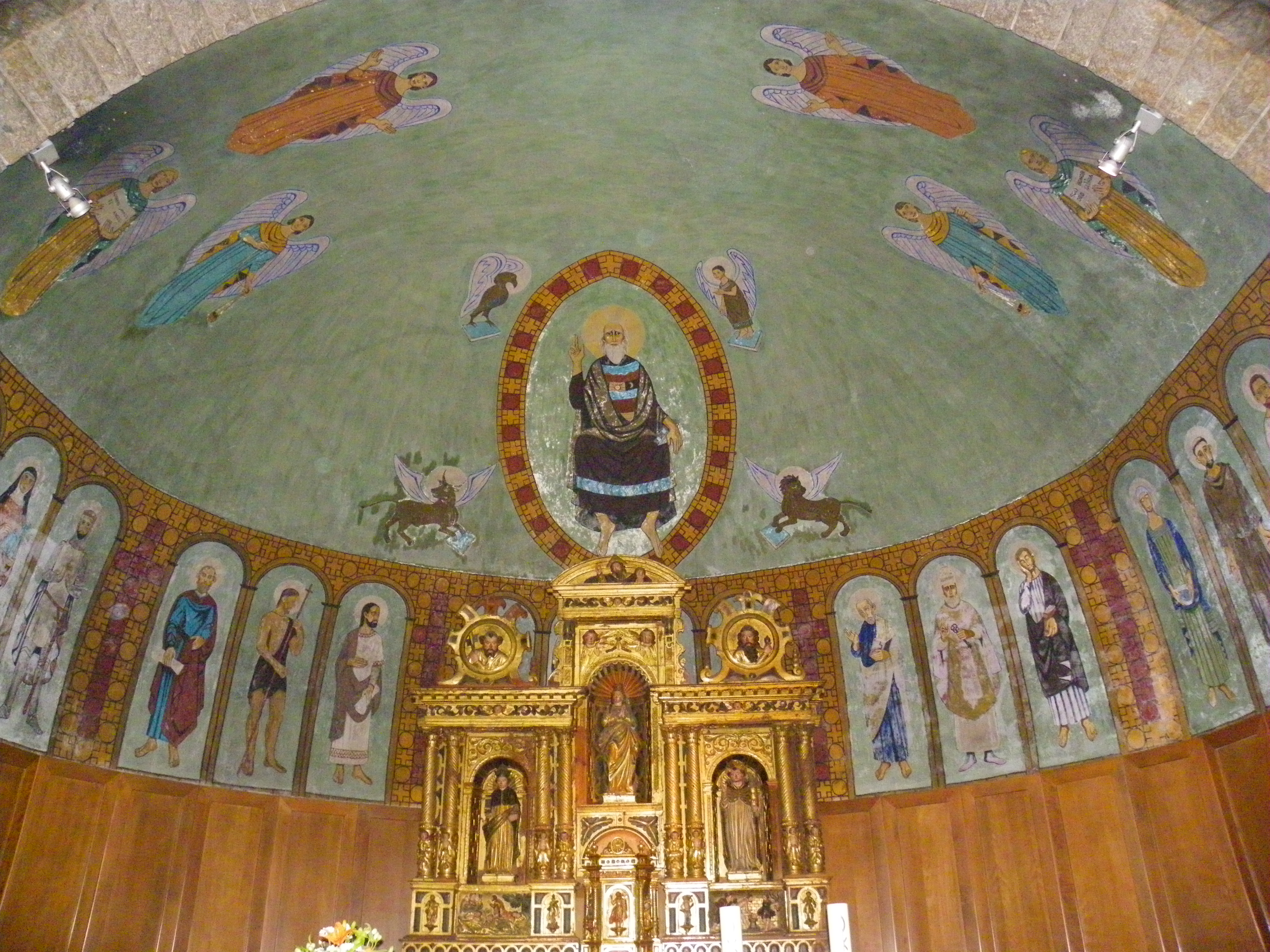
Peintures contemporaines d'inspiration romane
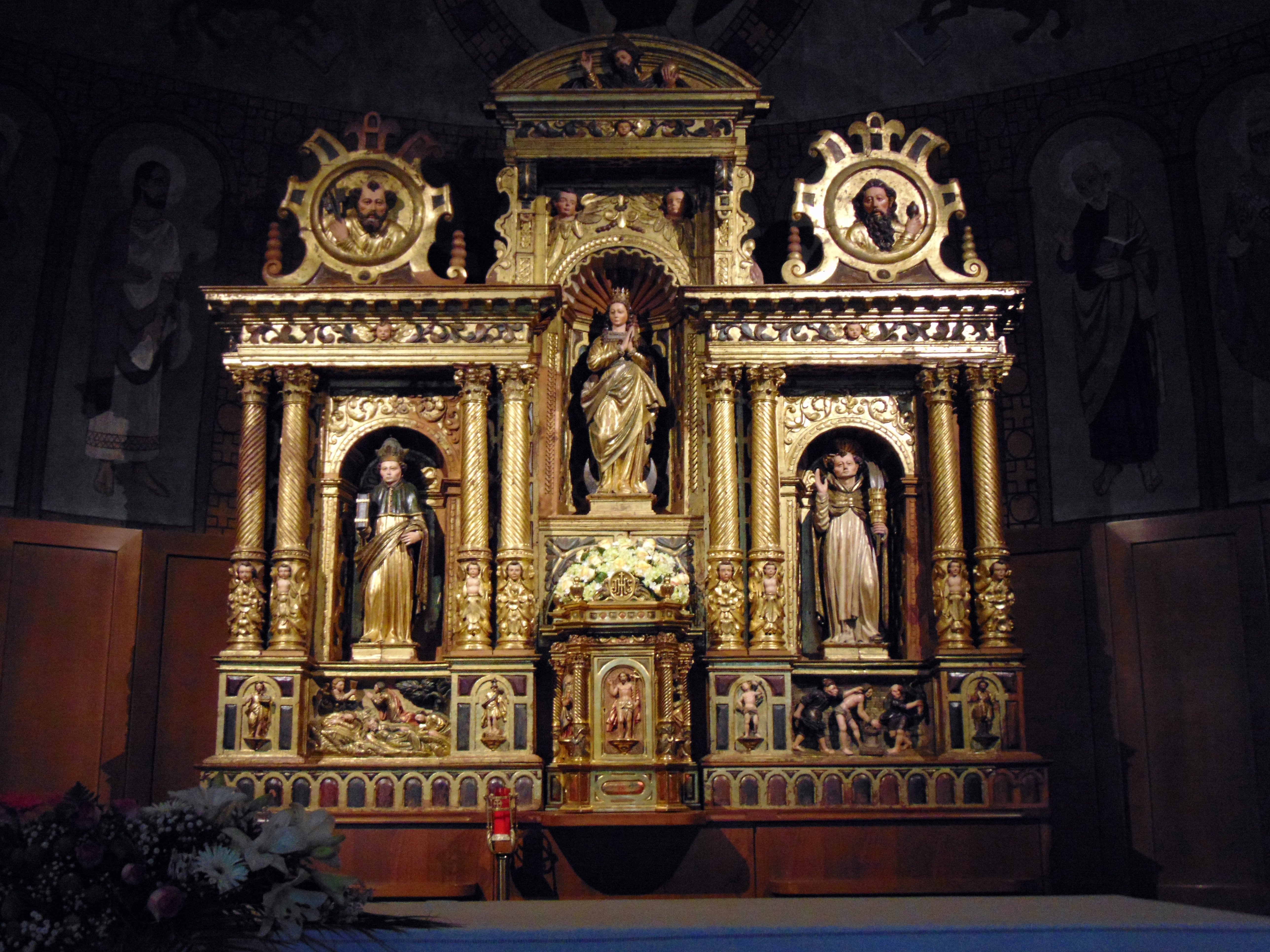
Retable baroque majeur
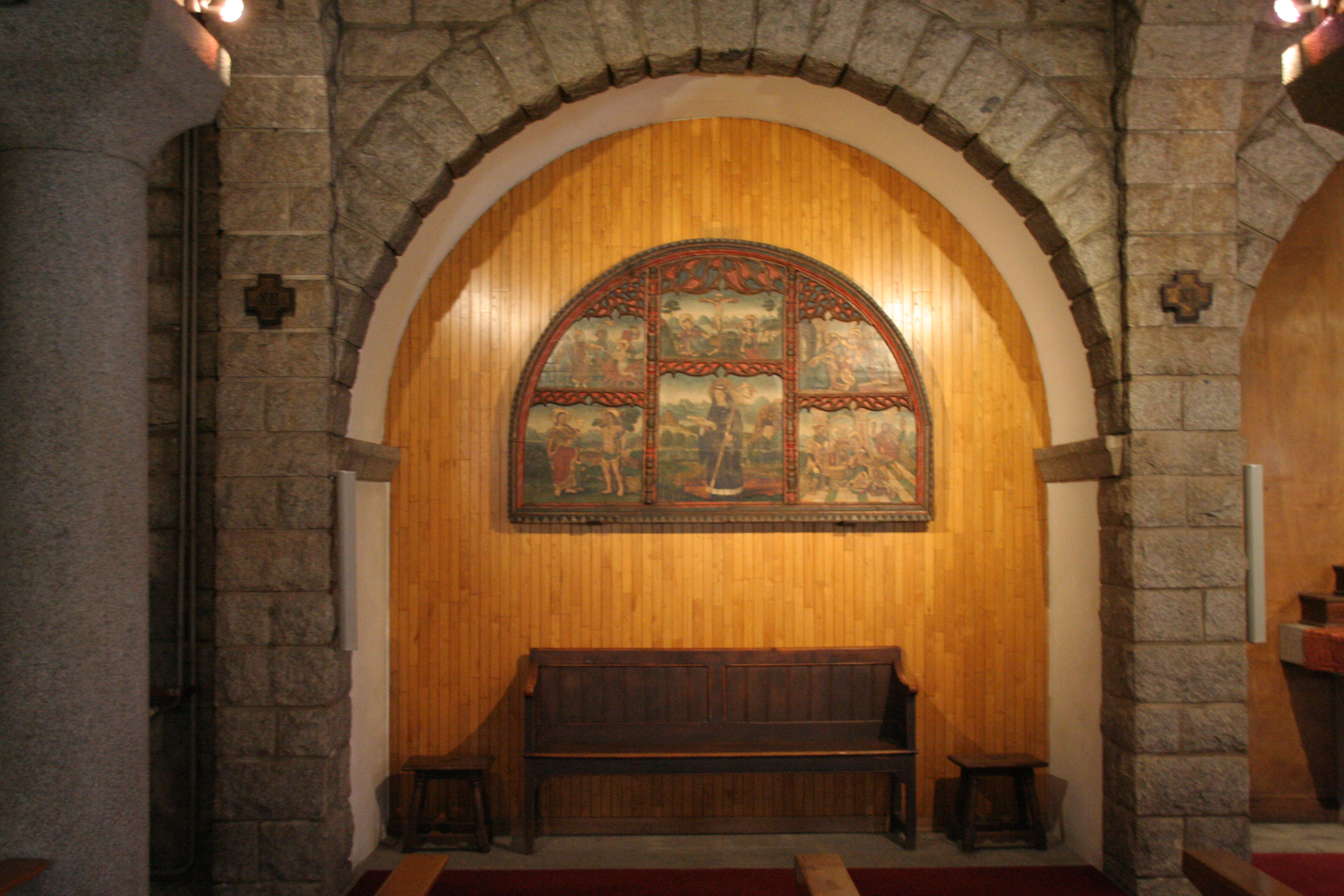
Retable gothique
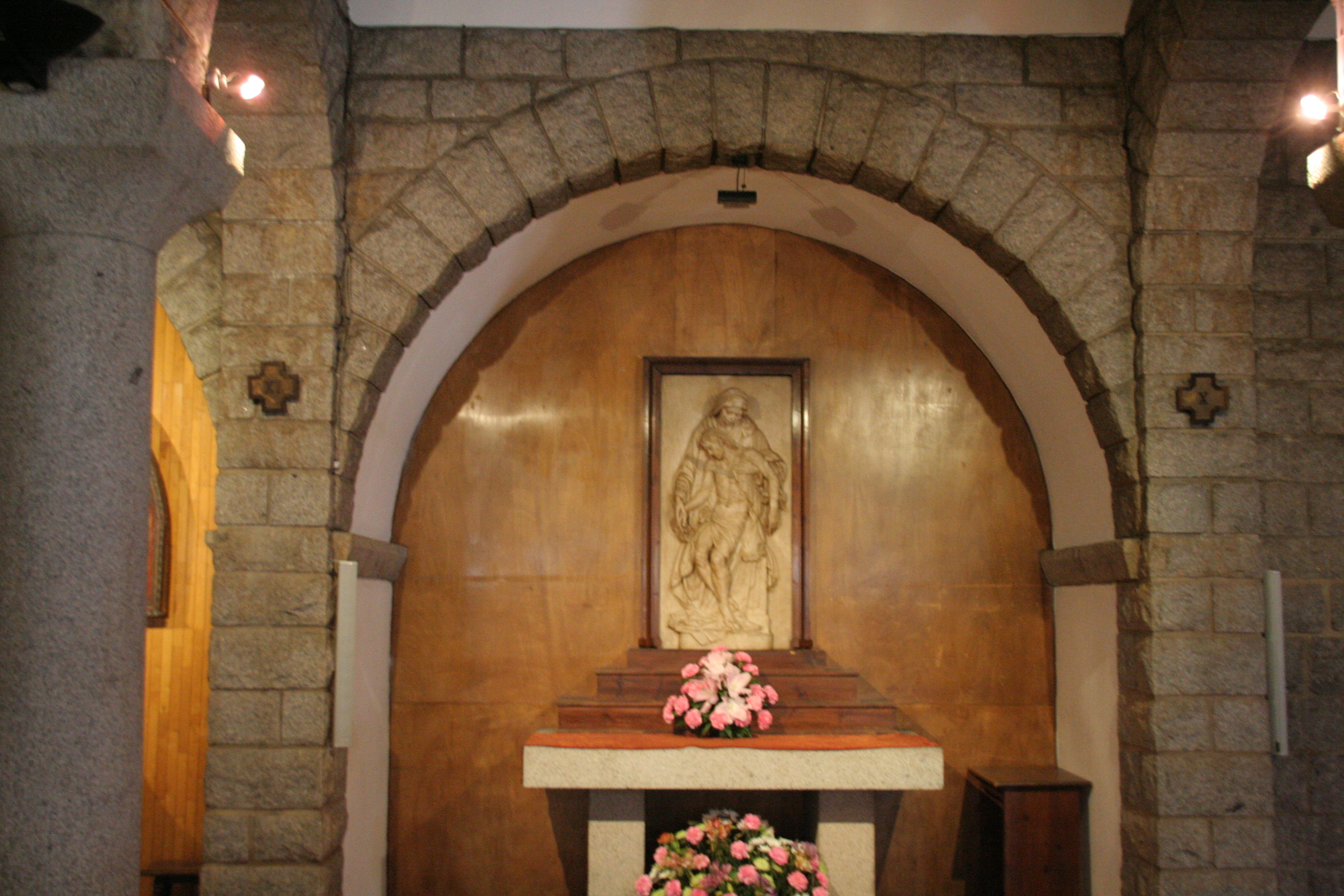
Pietà